# Francisco Rafael de Uhagón
Francisco Rafael de Uhagón y Guardamino (Bilbao, 5 de noviembre de 1858-Madrid, 21 de diciembre de 1927) fue un jurista, historiador, escritor y político español, senador en las Cortes de la Restauración. Ostentó el título nobiliario de primer marqués de Laurencín.

## Biografía
Su familia pertenecía a la alta burguesía de negocios vizcaína; era hijo de Félix de Uhagón Aguirre Olea y Laurencín y Emilia de Guardamino y Castañares. Se licenció en derecho en la Universidad Central (1870), donde también se doctoró en 1877. Después se consagró a estudiar la historia, la legislación y la genealogía entre los siglos XV y XVII. Miembro electo de la Real Academia de la Historia el 21 de enero de 1898, tomó posesión el 25 de marzo del mismo año y dirigió esta institución a partir de 1918 en sustitución del padre Fidel Fita. 
El 9 de mayo de 1902 le fue otorgado el título de marqués de Laurencín por la reina regente durante la minoría de edad del rey Alfonso XIII, María Cristina de Habsburgo Lorena, expresamente creado para él. Fue miembro de numerosas sociedades científicas y senador desde 1905 a 1923, salvo en los años 1908-1910, por el Partido Liberal Fusionista de Sagasta y la Real Academia de la Historia; llegó a ser nombrado secretario tercero y primero del Senado y colaboró en Revista de España, Revista Contemporánea, La Ilustración Española y Americana, Euskal-Erria, Euskalerriaren Alde y el Boletín de la Real Academia de la Historia, publicando muchos trabajos de investigación sobre archivos guipuzcoanos y de las Órdenes militares, heráldica e historia; también editó importantes documentos y textos históricos y literarios y algunos otros de menor importancia sobre tauromaquia, cinegética y cetrería. 
Casó con Julia Barrio y Jiménez. Algunos meses antes de su muerte vendió su biblioteca, muy buena por cierto, al librero y bibliófilo Pedro Vindel Álvarez, quien editó un catálogo con este título: Catálogo de una colección de cien obras procedentes de la biblioteca del... Marqués de Laurencín (Madrid, 1929). Vindel vendió luego esta biblioteca entera a Ramón Rodríguez.
Fue consejero de Instrucción Pública, secretario de la Sociedad de Bibliófilos Españoles, socio de la Geográfica de Madrid y miembro de la Junta Iconográfica Nacional, de la Hispanic Society y de la Academia Nacional de Historia de Cuba. También fue miembro correspondiente de la Academia Sevillana de Buenas Letras y de la Real Academia de las Buenas Letras de Barcelona, así como miembro honorario de la Sociedad Geográfica de Lisboa y de la Sociedad Arqueológica de Bélgica. 
Fue ministro del Consejo y Tribunal de las Órdenes militares y mayordomo de semana del rey Alfonso XIII desde 1893. 
Fue padre de Luis de Uhagón y Barrio, II marqués de Laurencín, y de María del Socorro, marquesa de Llobregat

## Condecoraciones
- Caballero gran cruz de la Orden de Isabel la Católica (1894).
- Gran cruz de la Orden del Mérito Naval (1897).
- Gran cruz de la Orden de Alfonso XII (1906).
- Caballero gran cruz de la Orden de la Corona de Italia (1923).[3]

## Obras

### Jurídicas
- Sobre la influencia que la acumulación ó división excesiva de la propiedad territorial ejercen en la prosperidad ó decadencia de la agricultura en España. (Memoria laureada con el Accéssit por la Real Academia de Ciencias Morales y Políticas en el Concurso Ordinario de 1873), Madrid: Imp. y Libr. de Eduardo Martinez, 1876.

### Ediciones
- Relaciones Históricas de los siglos XVI y XVII, Madrid: Sociedad de Bibliófilos Españoles (Imp. de la Vda. e Hijos de M. Tello), 1896.
- Edición y comentarios de Lope de Rueda, Comedia llamada discordia y question de amor, en la qual se trata en subido metro y conceptos muy sentidos, la inconstancia de amor y sus variables efectos. Madrid: Señora viuda e hijos de Manuel Tello, 1902.
- Luis Barahona de Soto, Diálogos de la montería: manuscrito inédito de la Real Academia de la Historia. Madrid: Real Academia de la Historia - Sociedad de Bibliófilos Españoles, 1890.
- Introd. a Alonso Jerónimo de Salas Barbadillo, Dos novelas ("El Cortesano descortés" y "El Necio bien afortunado". Madrid: Sociedad de Bibliófilos Españoles, 1894.
- Rodrigo Sánchez de Arévalo, Verjel de los Príncipes, Madrid, Viuda e hijos de Tello, 1900.
- Relación de los festines que se celebraron en el Vaticano con motivo de las bodas de Lucrecia Borgia con Don Alonso de Aragón, príncipe de Salerno, duque de Biseglia, hijo natural de D. Alonso, rey de Nápoles, año 1498: acrecentada con noticias y aclaraciones Madrid: Real Academia de la Historia, 1916.
- Embajada a Marruecos en el siglo XVI: relación de todo lo succedido al embaxador Vanegas de Córdova en el viaje que hizo a Marruecos.... Madrid: Boletín de la Real Academia de la Historia, 1908.
- Un cancionero del siglo XV con varias poesías inéditas, Madrid: Revista de Archivos, Bibliotecas y Museos, 1900.

### Historia
- Don Agustín de Montiano y Luyando (1697-1764), Primer Director de la Real Academia de la Historia. Noticias y documentos. Madrid, Tipografía de la «Revista de Archivos, Bibliotecas y Museos», 1926.
- La Iglesia y Los Toros. Antigüos documentos Religioso-Taurinos sacados o luz. Madrid Ricardo Fe, 1888.
- Órdenes militares. Discurso leído ante la Real Academia de la Historia. Madrid: Real Academia de la Historia, 1898.
- Mosén Diego de Valera y el "Árbol de Batallas" Madrid: Fortanet, 1920.
- Documentos inéditos referentes al poeta Garcilaso de la Vega. Madrid, Boletín de la Real Academia de la Historia, 1915.
- Una traducción castellana desconocida de la Divina Comedia (De la Revista de Archivos, Bibliotecas y Museos). Madrid: Est. Tip. de la Viudad é hijos de M. Tello, 1901.
- El Doctor Thebussem [i. e., Mariano Pardo de Figueroa y de la Serna]. Recuerdos é intimidades, Madrid, 1917.
- Los libros de cetreria del canciller Pero López de Ayala, de Juan de Sant-Fahagún y de Don Fadrique de Zúñiga y Sotomayor, noticias reunidas, Madrid, [R. Fé], 1889.
- Los Uhagón, señores de Hoditegui, Madrid, Fortanet, 1908.
- Los Almirantes de Aragón: datos para su cronología Madrid: Fortanet, 1919.
- El Santo Cristo de María Stuart que hoy pertenece a S. M. La Reina Regente. Noticias y documentos M., Revista de Archivos, Bibliotecas y Museos, 1901.
- Artículos varios. Madrid: Imprenta Clásica Española, [1918], 2 vols.
- Artículos varios, 3. Madrid: Impr. clásica española, 1919.
- Artículos varios, 4., 1922.
- Nobiliario de los conquistadores de indias, Madrid: Tipografía de "El progreso editorial", 1892.
- Índice de los Documentos de la Orden de Calatrava existentes en el Archivo Histórico Nacional. Del Boletín de la Real Academia de Historia, etc. Madrid, 1899.
- Con Vicente Vignau y Ballester, Índice de pruebas de los caballeros que han vestido el hábito de Calatrava, Alcántara y Montesa desde el siglo XVI hasta la fecha; Madrid, Est. tip. de la viuda é hijos de M. Tello, 1903.
- Desafío entre Don Rodrigo de Benavides hijo del conde de Santisteban del Puerto, y Ricardo de Merode, señor de Fretzen por los amores de Madama de Grammont en el año de 1556. Madrid, Estabalcimeinto tipográfico de Fortanet, 1902.
- La Patria de Colón: según los documentos de las órdenes militares Madrid: Librería de Fernando Fé, 1892.
- Don Alonso de Ercilla y la Orden de Santiago. Madrid: [s. n.], 1895.
- Viñuelas [descripción histórica de esta dehesa y monte] Madrid, [s.n.], 1899.
- La Ovandina de don Pedro Mexía de Ovando Madrid: Establecimiento Tipográfico de Fortanet, 1901.
- Libro de la Cofradía de Caballeros de Santiago de la Fuente fundada por los burgaleses en tiempo de D. Alfonso XI: noticia bibliográfica Madrid: Revista de Archivos, Bibliotecas, Museos, 1904.
- Enrique IV y la excelente señora llamada vulgarmente doña Juana la Beltraneja: informe, Madrid: Establecimiento Tipográfico de Fortanet, 1913
- Discurso leído en la sesión inaugural del II Congreso de Historia y Geografía Hispano-americano, celebrada en Sevilla en 1 de mayo de 1921, por el Excmo. Sr. Marqués de Laurencin, Madrid Jaime Ratés 1921.
- Con Enrique de Leguina, barón de la Vega de Hoz, Estudios bibliográficos. La caza, Madrid, 1888.